# Casa de la Ciutat (la Seu d'Urgell)
|  | No s'ha de confondre amb Ajuntament de la Seu d'Urgell. |

La Casa de la Ciutat, és una edificació declarada Bé cultural d'interès local de la ciutat de La Seu d'Urgell, ciutat capital de l'Alt Urgell i seu del Bisbat d'Urgell. En aquest edifici hi té la seu l'Ajuntament de la Seu d'Urgell.
L'edifici data del 1473 i fou construït damunt l'antiga església de Santa Eulàlia. Els vestigis de l'església i part d'una de les muralles més antigues es poden veure a l'interior de l'edifici, ja que foren descobertes. L'edifici situat a la plaça dels Oms, a la fi del Carrer Major, es troba a la vora de la Catedral d'Urgell. Al carrer paral·lel per l'esquerra hi havia hagut el portal de Cerdanya.

## Descripció

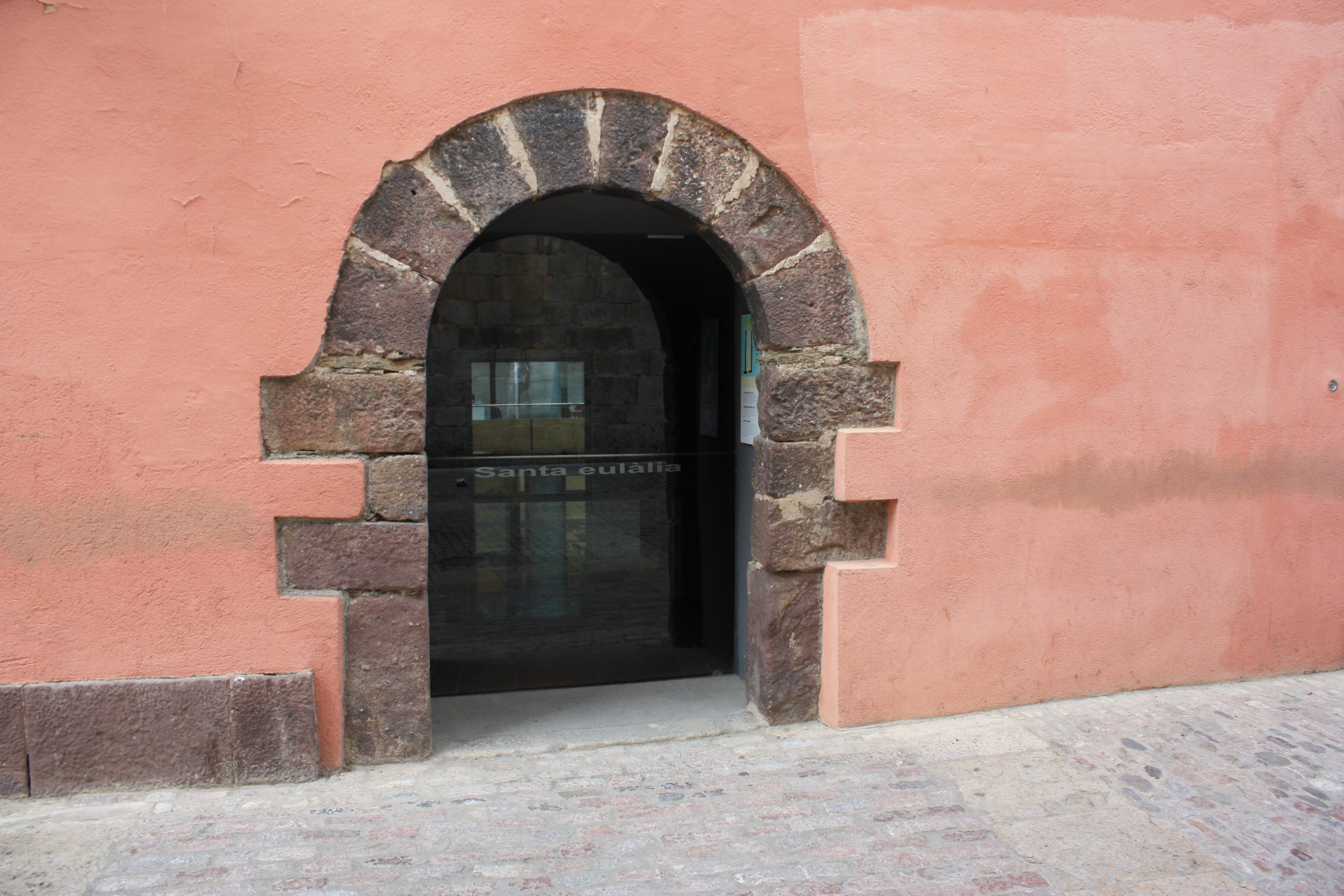
Façana de l'Ajuntament des d'on es poden veure els vestigis de l'església.

Emplaçada a l'antic portal de Cerdanya, entre les esglésies de Sant Domènec i la Catedral. És un edifici amb aspecte de palau renaixentista de tres plantes. La portada és formada per un arc rebaixat amb arquivoltes de regust gòtic. És construït damunt les restes de l'església romànica de Santa Eulàlia.
Part de l'edifici data de 1473, i així ho diu una làpida de pedra que es conserva a la porta, tot i que l'aspecte actual data del segle xviii. L'Arxiu Municipal és força nombrós, s'hi troben llibres del consell o actes des del 1430 que arriben fins a l'actualitat amb ben poques llacunes i nombrosos pergamins, a més també hi ha el Llibre verd o Llibre de privilegis de la ciutat d'Urgell del 1470; té la coberta de fusta folrada amb pell, i s'hi esmenten els usos i costums de la ciutat.
Algunes coses que recull el llibre, és el sistema del consolat, basat en els usos antics i els privilegis concedits pels prelats. El sistema basat en un cos de magistrats: els quatre cònsols, assistits per un grup reduït de consellers i per l'assemblea de veïns (caps de casa), sempre amb el corresponent permís del senyor temporal de la ciutat, és a dir, el bisbe, que atorgava els privilegis necessaris. Un altre llibre notable és el Llibre vermell del consolat, nom que li ve de les actes dels consells dels anys 1434-1506.

## Santa Eulàlia

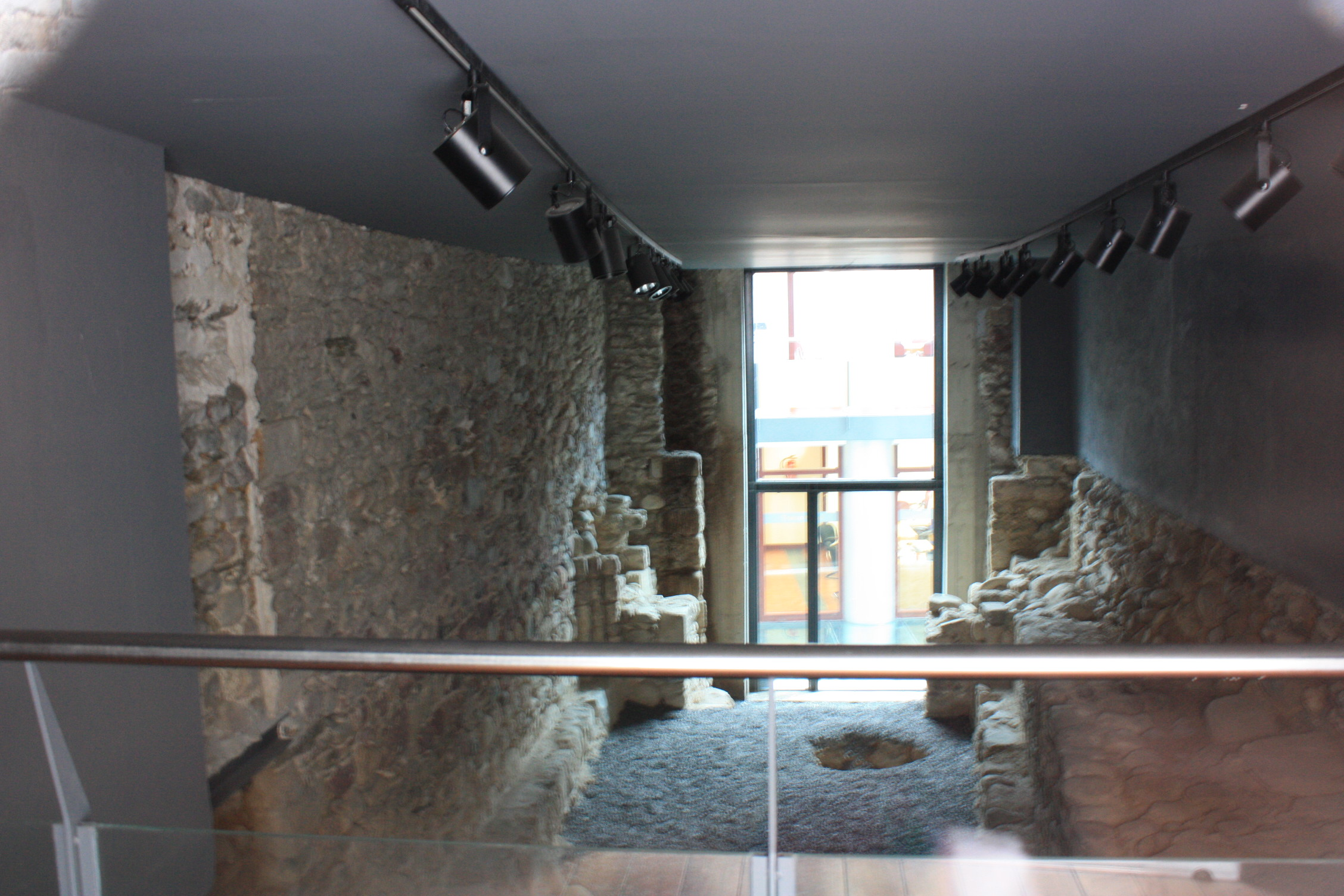
Vestigis de Sta Eulàlia S. XI, capella antic hospital s. XV, muralla s. XIII-XV, torre s. XV i murs vil·la romana, probablement s. III-IV.

L'Església de Santa Eulàlia, com la de Sant Miquel i Sant Pere, era d'una nau. La documentació més antiga data del segle xi i sembla que va ser capella de l'hospital de la ciutat. Posteriorment s'hi va construir la Casa de la Ciutat. Actualment s'hi poden veure restes de l'església juntament amb unes edificacions romanes.

### Descripció
Es tracta d'una casa annexa a l'Ajuntament de la Seu. De les excavacions realitzades entre 1991 i 1994 van aparèixer les restes de l'antiga església de Santa Eulàlia. Aquest temple apareix documentat per primer cop l'any 1036. El seu absis presenta una orientació cap a l'oest. Actualment, de la primera construcció tan sols queden unes poques filades de pedres en els murs de la nau i part de l'absis. A l'ndret on hi havia l'entrada original de l'església es pot veure l'arrencada d'una torre de planta semicircular pertanyent a la muralla del segle xv i al costat, un pany de muralla descobert en el decurs d'unes obres l'any 1994, on s'observa una espitllera. Entre els anys 1452 i 1460 sobre el costat de l'església es basteix l'edifici de l'hospital nou, la qual cosa va modificar internament l'estructura del temple, quedant convertit en la capella de l'hospital. Durant les excavacions aparegueren cinc dipòsits d'època romana, i sota la capella, més restes constructives així com ceràmiques informes, a més d'algun fragment de sigil·lata. Segons A. Villaró podria correspondre a la part rústica d'una vil·la (Villaró, 1995 p. 29).